# مسابقات فرمول یک فصل ۲۰۱۵
مسابقات قهرمانی جهان فرمول یک فصل ۲۰۱۵ شصت و نهمین دورهٔ مسابقات فرمول یک بود. این مسابقات موتوری که زیر نظر فدراسیون بین‌المللی اتومبیل‌رانی برگزار می‌شود، بالاترین سطح مسابقات خودروهای مسابقه‌ای چرخ‌باز است. بیست و دو راننده از ده تیم در نوزده جایزه بزرگ با یکدیگر رقابت کردند. نخستین مسابقه در ۱۵ مارس در استرالیا و آخرین مسابقه در ۲۹ نوامبر در ابوظبی برگزار شد.
تقویم این فصل دو تفاوت عمده با فصل قبلی داشت. تفاوت نخست، بازگشت جایزه بزرگ مکزیک بود که پس از سال ۱۹۹۲ برای نخستین بار برگزار می‌شد. تغییر دوم، لغو جایزه بزرگ آلمان پس از عدم توافق بر سر پیست میزبان بود. به این ترتیب این مسابقه برای نخستین بار در ۵۵ سال گذشته برگزار نشد.
لوئیز همیلتون از تیم مرسدس سه مسابقه پیش از پایان فصل، قهرمانی خود را قطعی کرد. هم تیمی او نیکو رزبرگ در رتبهٔ دوم ایستاد و سباستین فتل از تیم فراری بر سکوی سوم قرار گرفت. در مسابقهٔ سازندگان، مرسدس ای‌ام‌جی پتروناس قهرمان شد و بالاتر از فراری و ویلیامز ایستاد. همیلتون بیشترین تعداد شروع مسابقه از خط یک را نیز به دست آورد.

## تیم‌ها و رانندگان
تیم‌ها و رانندگان زیر در مسابقات قهرمانی جهان فرمول یک فصل ۲۰۱۵ حضور داشتند. همهٔ تیم‌ها از لاستیک پیرلی استفاده کردند.
| ورودی                             | سازنده            | بدنه                | موتور                  | شماره    | رانندگان مسابقه                       | مرحله                         | شماره | رانندگان تمرینی |
| --------------------------------- | ----------------- | ------------------- | ---------------------- | -------- | ------------------------------------- | ----------------------------- | ----- | --------------- |
| اسکودریا فراری                    | فراری             | اس‌اف۱۵-تی           | Ferrari 059/4          | ۵ ۷      | سباستین فتل کیمی رایکونن              | همه                           | —     | —               |
| تیم فرمول یک ساهارا فورس ایندیا   | فورس ایندیا-مرسدس | وی‌جی‌ام۰۸ وی‌جی‌ام۰۸بی | Mercedes PU106B Hybrid | ۱۱ ۲۷    | سرجیو پرز نیکو هولکنبرگ               | همه                           | —     | —               |
| تیم فرمول یک لوتوس                | لوتوس-مرسدس       | ئی۲۳ هایبرید        | Mercedes PU106B Hybrid | ۸ ۱۳     | رومن گروژان پاستور مالدونادو          | همه                           | ۳۰    | جولین پالمر     |
| تیم فرمول یک منور ماروسیا         | ماروسیا-فراری     | ام‌آر۰۳بی            | Ferrari 059/3          | ۲۸ ۹۸ ۵۳ | ویل استیونس روبرتو مری الساندر روسی   | همه ۱–۱۲، ۱۵، ۱۹ ۱۳–۱۴، ۱۶–۱۸ | ۴۲    | فابیو لیمر      |
| مکلارن هوندا                      | مک‌لارن-هوندا      | ام‌پی۴-۳۰            | Honda RA615H           | ۲۰ ۱۴ ۲۲ | کوین مگنوسن فرناندو آلونسو جنسون باتن | ۱ ۲–۱۹ همه                    | ۲۰    | کوین مگنوسن     |
| تیم فرمول یک مرسدس ای‌ام‌جی پتروناس | مرسدس             | اف۱ دبلیو۰۶ هایبرید | Mercedes PU106B Hybrid | ۶ ۴۴     | نیکو رزبرگ لوئیز همیلتون              | همه                           | —     | —               |
| اینفینیتی ردبول ریسینگ            | ردبول-رنو         | آربی۱۱              | Renault Energy F1-2015 | ۳ ۲۶     | دنیل ریکاردو دنیل کویات               | همه                           | —     | —               |
| تیم فرمول یک ساوبر                | سائوبر-فراری      | سی۳۴                | Ferrari 059/4          | ۹ ۱۲     | مارکوس اریکسون فلیپه نصر              | همه                           | ۳۶    | رافائل مارکیلو  |
| اسکودریا تورو روسو                | تورو روسو-رنو     | اس‌تی‌آر۱۰            | Renault Energy F1-2015 | ۳۳ ۵۵    | ماکس فرستاپن کارلوس ساینز             | همه                           | —     | —               |
| ویلیامز مارتینی ریسینگ            | ویلیامز-مرسدس     | اف‌دبلیو۳۷           | Mercedes PU106B Hybrid | ۱۹ ۷۷    | فلیپه ماسا والتری بوتاس               | همه                           | ۴۱    | سوسی ولف        |
| منابع:                            |                   |                     |                        |          |                                       |                               |       |                 |

### تغییر تیم‌ها
پیش از آغاز فصل، چند دگرگونی در تیم‌ها به وقوع پیوست. دو تیم مک‌لارن و لوتوس تأمین کنندهٔ موتور خود را برای فصل ۲۰۱۵ تغییر دادند. مک‌لارن به همکاری بیست ساله با مرسدس-بنز خاتمه داد و به موتور هوندا بازگشت. هوندا از سال ۱۹۸۸ تا ۱۹۹۲ با مک‌لارن همکاری داشت. لوتوس نیز همکاری بیست ساله با رنو را متوقف کرد و با مرسدس قرارداد امضا کرد.
کترهام و ماروسیا در پایان فصل ۲۰۱۴ در مسیر انحلال قرار گرفتند. ماروسیا در فوریهٔ ۲۰۱۵ از انحلال نجات یافت و دوباره با نام منور ماروسیا به رقابت بازگشت. کترهام در نهایت منحل شد و تجهیزات آن پس از آغاز فصل، توسط مدیران شرکت تیم به حراج گذاشته شد.

### تغییر رانندگان
فرناندو آلونسو جایگزین کوین مگنوسن در مک‌لارن شد. سباستین فتل از ردبول جدا شد و به فراری پیوست تا جانشین آلونسو شود. دنیل کویات از تورو روسو ارتقاء یافت و به ردبول پیوست تا جای خالی فتل را پر کند.
هر دو رانندهٔ تورو روسو تغییر یافتند. افزون بر پیوستن کویات به ردبول، قرارداد ژان اریک ورن نیز تمدید نشد. به جای آنها کارلوس ساینز و ماکس فرستاپن به تیم افزوده شدند.
استبان گوتیرز و آدریان زوتیل از ساوبر جدا شدند و مارکوس اریکسون و فلیپه نصر جای آنها را گرفتند. منور ماروسیا نیز دو رانندهٔ تازه به نام‌های ویل استیونز و روبرتو مری را استخدام کرد. مکس چیلتون از تیم جدا شد. ژول بیانچی نیز در آغاز فصل در کما بود و چند ماه بعد درگذشت. در جایزه بزرگ سنگاپور الکساندر روسی جانشین مری شد. با انحلال کترهام، کامویی کوبایاشی بدون تیم ماند و از فرمول یک جدا شد.

## تقویم فصل

کشورهای میزبان جایزه بزرگ در فصل ۲۰۱۵ به رنگ سبز و مکان پیست‌ها با نقطه‌های سیاه نشان داده شده‌اند. میزبانان سابق به رنگ خاکستری تیره و پیست‌های میزبان آنها با نقاط سفید نمایش یافته‌اند.

نوزده جایزه بزرگ به شرح زیر در فصل ۲۰۱۵ برگزار شد:
| مرحله  | جایزه بزرگ                | پیست                               | تاریخ      |
| ------ | ------------------------- | ---------------------------------- | ---------- |
| ۱      | جایزه بزرگ استرالیا       | پیست جایزه بزرگ ملبورن، ملبورن     | ۱۵ مارس    |
| ۲      | جایزه بزرگ مالزی          | پیست بین‌المللی سپانگ، کوالا لامپور | ۲۹ مارس    |
| ۳      | جایزه بزرگ چین            | پیست بین‌المللی شانگهای، شانگهای    | ۱۲ آوریل   |
| ۴      | جایزه بزرگ بحرین          | پیست بین‌المللی بحرین، صخیر         | ۱۹ آوریل   |
| ۵      | جایزه بزرگ اسپانیا        | پیست بارسلون-کاتالونیا، بارسلون    | ۱۰ مه      |
| ۶      | مسابقات جایزه بزرگ موناکو | Circuit de Monaco, مونت‌کارلو       | ۲۴ مه      |
| ۷      | جایزه بزرگ کانادا         | Circuit Gilles Villeneuve, مونترآل | ۷ ژوئن     |
| ۸      | جایزه بزرگ اتریش          | پیست رد بول، اسپیلبرگ              | ۲۱ ژوئن    |
| ۹      | جایزه بزرگ بریتانیا       | پیست سیلورستون، سیلورستون          | ۵ ژوئیه    |
| ۱۰     | جایزه بزرگ مجارستان       | ورزشگاه هونگارورینگ، بوداپست       | ۲۶ ژوئیه   |
| ۱۱     | جایزه بزرگ بلژیک          | پیست اسپا-فرانکورشان، ستوولو       | ۲۳ اوت     |
| ۱۲     | جایزه بزرگ ایتالیا        | پیست ناتزیوناله مونتزا، مونتزا     | ۶ سپتامبر  |
| ۱۳     | جایزه بزرگ سنگاپور        | پیست مارینا بی استریت، سنگاپور     | ۲۰ سپتامبر |
| ۱۴     | جایزه بزرگ ژاپن           | پیست سوزوکا، سوزوکا                | ۲۷ سپتامبر |
| ۱۵     | جایزه بزرگ روسیه          | پیست اتومبیل‌رانی سوچی, سوچی        | ۱۱ اکتبر   |
| ۱۶     | جایزه بزرگ ایالات متحده   | پیست امریکاس، آستین، تگزاس         | ۲۵ اکتبر   |
| ۱۷     | جایزه بزرگ مکزیک          | پیست هرمانوس رودریگز، مکزیکو سیتی  | ۱ نوامبر   |
| ۱۸     | جایزه بزرگ برزیل          | پیست ژوزه کارلوس پیس، سائو پائولو  | ۱۵ نوامبر  |
| ۱۹     | جایزه بزرگ ابوظبی         | پیست یاس مارینا، ابوظبی            | ۲۹ نوامبر  |
| منابع: |                           |                                    |            |

## نتایج و رده‌بندی‌ها

### جایزه بزرگ‌ها
| مرحله  | جایزه بزرگ                | خط یک         | سریعترین دور  | برنده مرحله   | تیم برنده |
| ------ | ------------------------- | ------------- | ------------- | ------------- | --------- |
| ۱      | جایزه بزرگ استرالیا       | لوئیز همیلتون | لوئیز همیلتون | لوئیز همیلتون | مرسدس     |
| ۲      | جایزه بزرگ مالزی          | لوئیز همیلتون | نیکو رزبرگ    | سباستین فتل   | فراری     |
| ۳      | جایزه بزرگ چین            | لوئیز همیلتون | لوئیز همیلتون | لوئیز همیلتون | مرسدس     |
| ۴      | جایزه بزرگ بحرین          | لوئیز همیلتون | کیمی رایکونن  | لوئیز همیلتون | مرسدس     |
| ۵      | جایزه بزرگ اسپانیا        | نیکو رزبرگ    | لوئیز همیلتون | نیکو رزبرگ    | مرسدس     |
| ۶      | مسابقات جایزه بزرگ موناکو | لوئیز همیلتون | دنیل ریکاردو  | نیکو رزبرگ    | مرسدس     |
| ۷      | جایزه بزرگ کانادا         | لوئیز همیلتون | کیمی رایکونن  | لوئیز همیلتون | مرسدس     |
| ۸      | جایزه بزرگ اتریش          | لوئیز همیلتون | نیکو رزبرگ    | نیکو رزبرگ    | مرسدس     |
| ۹      | جایزه بزرگ بریتانیا       | لوئیز همیلتون | لوئیز همیلتون | لوئیز همیلتون | مرسدس     |
| ۱۰     | جایزه بزرگ مجارستان       | لوئیز همیلتون | دنیل ریکاردو  | سباستین فتل   | فراری     |
| ۱۱     | جایزه بزرگ بلژیک          | لوئیز همیلتون | نیکو رزبرگ    | لوئیز همیلتون | مرسدس     |
| ۱۲     | جایزه بزرگ ایتالیا        | لوئیز همیلتون | لوئیز همیلتون | لوئیز همیلتون | مرسدس     |
| ۱۳     | جایزه بزرگ سنگاپور        | سباستین فتل   | دنیل ریکاردو  | سباستین فتل   | فراری     |
| ۱۴     | جایزه بزرگ ژاپن           | نیکو رزبرگ    | لوئیز همیلتون | لوئیز همیلتون | مرسدس     |
| ۱۵     | جایزه بزرگ روسیه          | نیکو رزبرگ    | سباستین فتل   | لوئیز همیلتون | مرسدس     |
| ۱۶     | جایزه بزرگ ایالات متحده   | نیکو رزبرگ    | نیکو رزبرگ    | لوئیز همیلتون | مرسدس     |
| ۱۷     | جایزه بزرگ مکزیک          | نیکو رزبرگ    | نیکو رزبرگ    | نیکو رزبرگ    | مرسدس     |
| ۱۸     | جایزه بزرگ برزیل          | نیکو رزبرگ    | لوئیز همیلتون | نیکو رزبرگ    | مرسدس     |
| ۱۹     | جایزه بزرگ ابوظبی         | نیکو رزبرگ    | لوئیز همیلتون | نیکو رزبرگ    | مرسدس     |
| منابع: |                           |               |               |               |           |